# After Like
| Оценки критиков | Оценки критиков |
| Источник        | Оценка          |
| --------------- | --------------- |
| NME             | [ 1 ]           |

After Like — третий сингл-альбом южнокорейской гёрл-группы Ive, вышедший 22 августа 2022 года на лейблах Starship Entertainment и Kakao M.

## Выход и продвижение
24 июля 2022 года компания Starship Entertainment объявила о том, что 2 августа Ive выпустят свой третий сингл-альбом под названием After Like, 7 августа был опубликован список композиций, в котором трек «After Like» был утвержден в качестве ведущего. 19 августа вышел тизер на экранизацию в виде клипа на «After Like», сам клип вышел 22 августа.

## Композиции
Рэй, участница Ive приняла участие в написании слов для ведущего трека.
Альбом состоит из двух треков, которые содержат в себе элементы ню-диско. В «After Like» звучат семплы трека «I Will Survive» американской певицы Глории Гейнор, композиция повествует о том, как показывать любовь «действиями, а не сердцем». Вторая и последняя песня «My Satisfaction» была описана Карменом Чином из NME, как «данс-поп с тяжёлым битом».

### Список композиций
| №                   | Название            | Текст песни                | Музыка                                                                                           | Аранжировка                                           | Длительность |
| ------------------- | ------------------- | -------------------------- | ------------------------------------------------------------------------------------------------ | ----------------------------------------------------- | ------------ |
| 1.                  | «After Like»        | Seo Ji-eum, Mommy Son, Рэй | Ryan S. Jhun, Anders Nilsen, André Jensen, Iselin Solheim                                        | Ryan S. Jhun, Anders Nilsen, Avin, Slay               | 2:56         |
| 2.                  | «My Satisfaction»   | Lee Seu-ran                | Ryan S. Jhun, Josh Cumbee, Afshin Salmani, Nat Dunn, Ilan Kidron, Anna Timgren, Justin Reinstein | Ryan S. Jhun, Josh Cumbee, Afshin Salmani, Avin, Slay | 3:13         |
| Общая длительность: | Общая длительность: | Общая длительность:        | Общая длительность:                                                                              | Общая длительность:                                   | 6:09         |

## Коммерческий успех
After Like был продан тиражом 466 690 копий в день выпуска, он также дебютировал на первом месте в чарте Circle Music Chart. Спустя неделю выпуска было продано более 924 000 физических копий через Hanteo Chart.

## Чарты
| Чарт (2022)               | Высшая позиция |
| ------------------------- | -------------- |
| Республика Корея (Circle) | 1              |

## Продажи
| Регион           | Продажи   |
| ---------------- | --------- |
| Республика Корея | 1,081,201 |